# عهد آكلات الجيف
عهد الناجين مسلسلٌ تلفزيونيٌّ دراميّ خيال علميّ باستخدام الرسوم المتحركة، أمريكي المنشأ، للبالغين، أنشأه جوزيف بينيت وتشارلز هويتنر لشبكة ماكس ، استنادًا مِن فيلمهما القصير عهد الناجين لعام 2016 والمكون من 8 دقائق. أعلنت ماكس عن المسلسل في يونيو 2022، وعُرض لأول مرة في 19 أكتوبر 2023. منذ إصدار العرض، نال استحسان النقاد، وأشادوا بالتمثيل والحبكة والرسوم المتحركة والأجواء.
في مايو 2024، ألغت شبكة ماكس المسلسل؛ ومع ذلك، استحوذت نتفلكس Netflix على الموسم الأول وسيتخذ قرار بشأن الموسم الثاني المحتمل بعد بث الموسم الأول لأول مرة على المنصة.